# Lignières-Sonneville
Lignières-Sonneville è una frazione del comune di Lignières-Ambleville nel dipartimento della Charente, nella regione della Nuova Aquitania. In precedenza comune autonomo, il 1º gennaio 2022 è confluito insieme all'ex comune di Ambleville nel nuovo comune di Lignières-Ambleville.

## Società

### Evoluzione demografica
Abitanti censiti